# Marianne North

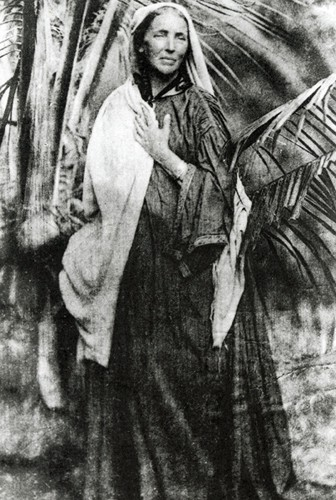
M. North, Sri Lanka 1878

Marianne North (Hastings, 24 d'octubre de 1830 — Gloucestershire, 30 d'agost de 1890) fou una prolífica biòloga victoriana i artista botànica. Va destacar per les seves il·lustracions de plantes i paisatges, pels seus viatges exòtics arreu del món, pel descobriment de noves plantes i per la creació de la seva galeria d'art al Reial Jardí Botànic de Kew.

## Els primers anys: la vida en família
Marianne North nasqué el 24 d'octubre de 1830 a Hastings, primogènita d'en Roger North, adinerat terratinent immers en la política de Hastings, i de la Janet North, filla d'en Sir John Marjoribanks M.P.. Des de ben jove es va formar per ser cantant sota la tutela de Charlotte Helen Sainton-Dolby, però en adonar-se que seves aptituds vocals no eren adequades per dedicar-s'hi professionalment començà a pintar flors. El 1855 morí la seva mare, fou llavors quan començà a fer els primers viatges amb el seu pare. No fou però fins a la mort del seu pare que no decidí perseguir el seu somni: viatjar arreu del món dibuixant la flora dels països que visitava.

## Viatges i obra
Començà a viatjar en el 1871-1872, visitant Canadà, Estats Units i Jamaica. Després passà un any al Brasil, on visqué en una cabanya a la selva i realitzà més d'un centenar d'il·lustracions. El 1875, després de passar uns mesos a Tenerife, començà una volta al món que durà dos anys, pintant espècies vegetals a: Califòrnia, Japó, Borneo, Java i Sri Lanka. El 1878 passà una llarga estada a l'Índia.
De retorn a Anglaterra, i donada la gran quantitat d'il·lustracions ja reunides, decidí exposar-les a Londres. Donà la seva obra al Reial Jardí Botànic de Kew on també finançà la construcció d'un edifici per acollir-la. L'edifici fou dissenyat pel James Fergusson. El jardí botànic decidí crear la Galeria Marienne North al seu honor.
Per suggestió del seu amic Charles Darwin, l'any 1880 viatjà a Austràlia, on conegué Marian Ellis Rowan (1848-1922). Varen establir forts lligams d'amistat, i gràcies a les grans capacitats de la prestigiosa artista australiana, Marianne North assolí nous coneixements sobre pintura a l'oli. La seva estada a Oceania durà un any, on pintà la flora d'Australia i Nova Zelanda. Cal destacar els seus acurats dibuixos de la Banksia attenuata, la B. grandis i la B. robur.
Finalment, el 1882 la Galeria Marienne North obrí les portes. North disposà les il·lustracions fetes fins al moment, segons llur localització geogràfica. L'exhibició, que formava un dens mosaic a les parets, tingué gran èxit; el públic quedà meravellat per la vitalitat despresa dels seus quadres. El 1883, després de la seva expedició a Sud Àfrica, s'inaugurà una nova sala les portes a la Galeria que porta el seu nom.
El 1884, amb la salut ja delicada, decidí emprendre la seva última expedició, les Seychelles i Xile. Al retornar del viatge col·locà les seves últimes il·lustracions a la Galeria, completant així una col·lecció extraordinària de més de vuit-centes pintures realitzades al llarg de tretze anys.
Finalment es retirà a un petit poble a Gloucestershire, on morí el 30 d'agost del 1890, a l'edat de 59 anys.

## Llegat
El rigor i la fidelitat amb la que Marianne North documentà la vida vegetal d'arreu del món, abans que la fotografia esdevingués una opció pràctica, donen a la seva obra un gran valor. Fou una artista magistral amb suficients coneixements de botànica per poder identificar les plantes correctament i descobrir-ne de noves. Diverses espècies vegetals foren anomenades en el seu honor: Areca northiana, Crinum northianum, Kniphofia northiana, Nepenthes northiana, Northea seychelliana,... junt amb el gènere Northia.
Els experts en la matèria afirmen que el valor de l'obra d'aquesta artista científica es veu incrementat pel fet que la major part d'exemplars estan dibuixats en el seu entorn natural. Donat que en alguns casos els exemplars eren amb prou feines coneguts, ja que creixien en llocs gairebé inaccessibles, les pintures de North foren de gran importància pel registre botànic. North també dibuixà fauna i paisatges, mostrant a la gent les construccions dels pobles nadius.
En la seva obra literària, Una visió de l'Edèn, North descriu les dures condicions que superà per poder pintar en llocs allunyats de la civilització: el sol abrasador, les grans trombes de pluja, els camins en condicions terribles, les malalties, les sangoneres, les aranyes gegants,...
El Reial Jardí Botànic de Kew, que encara avui en dia acull la Galería Marianne North amb la disposició original dels seus quadres, assegura acollir l'única exhibició permanent d'una artista femenina en solitari de tota Anglaterra. El 2008 Kew obtingué una ajuda econòmica de la Loteria Nacional, per la restauració de la Galeria i dels quadres exposats.

## Imatges

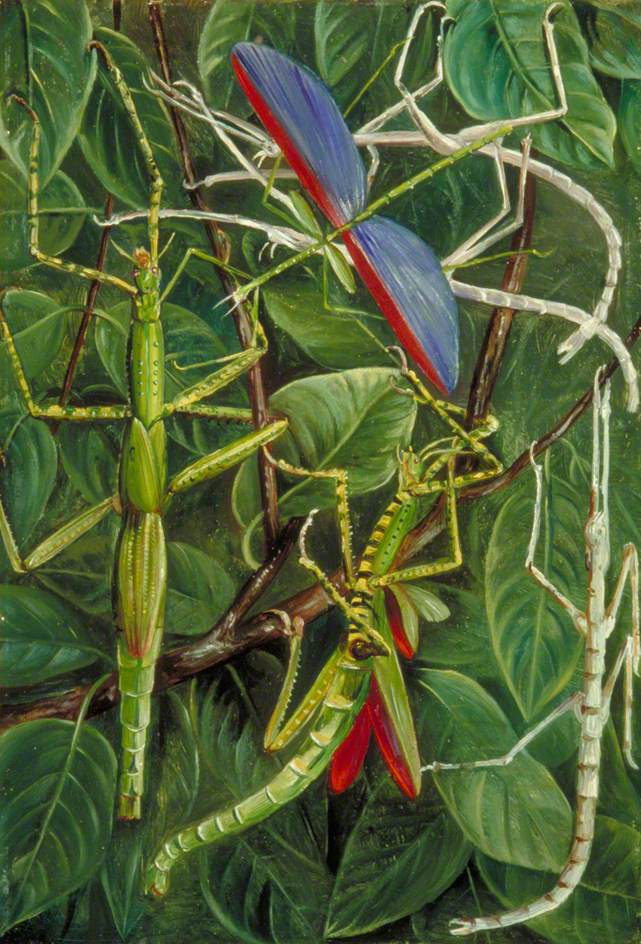
Pintura de 1870. Insectes fulla i Insectes pal.
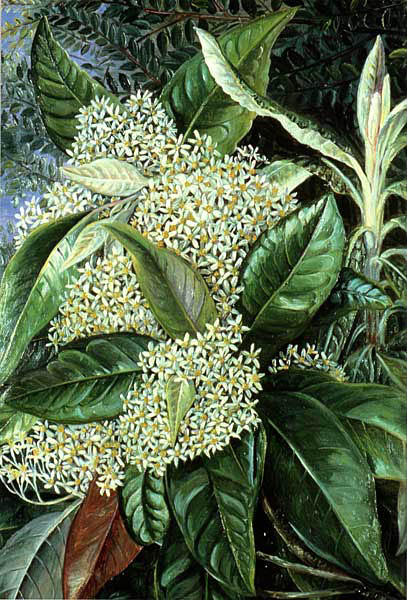
Pintura de 1880. Olearia argophylla
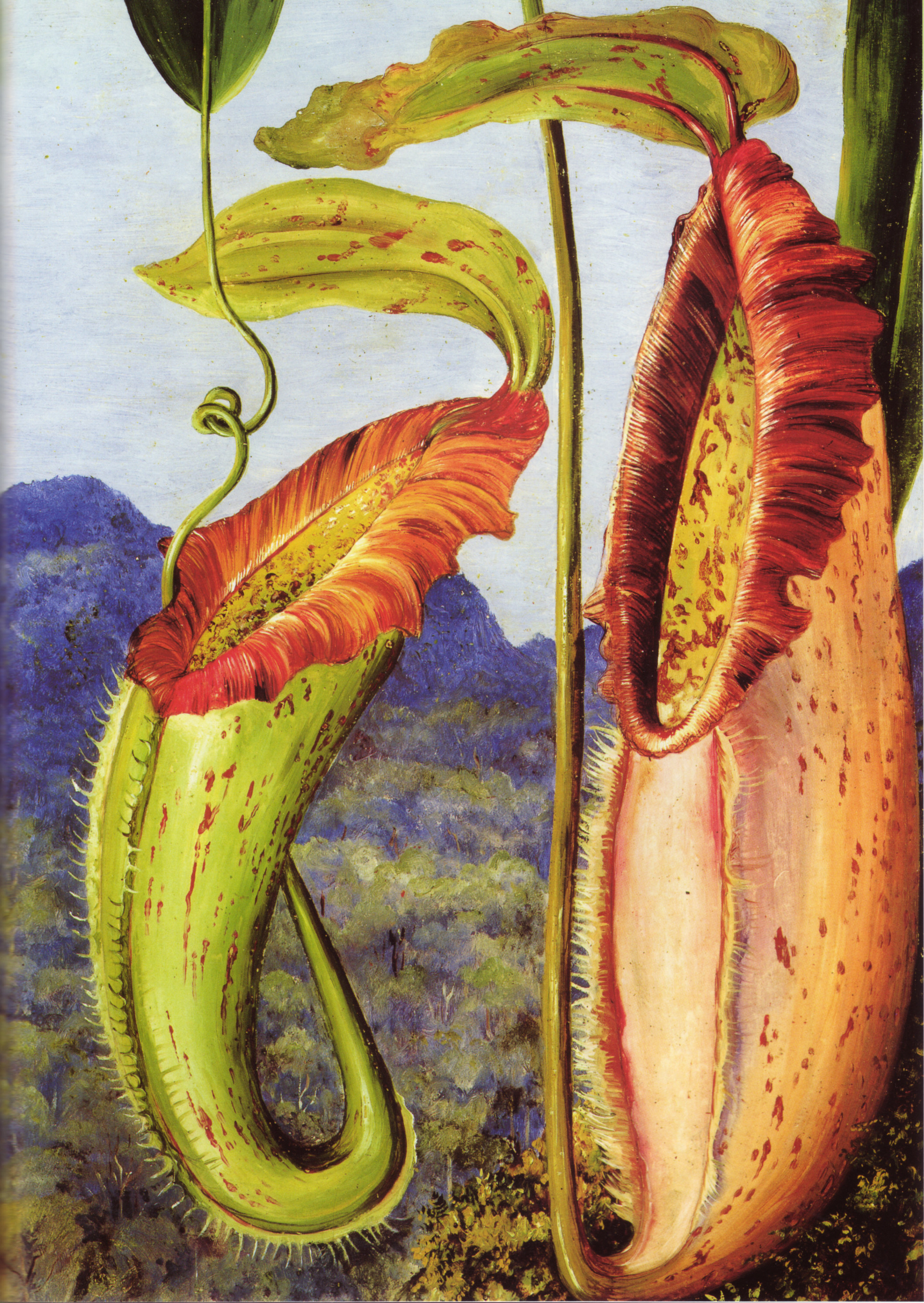
Nepenthes northiana
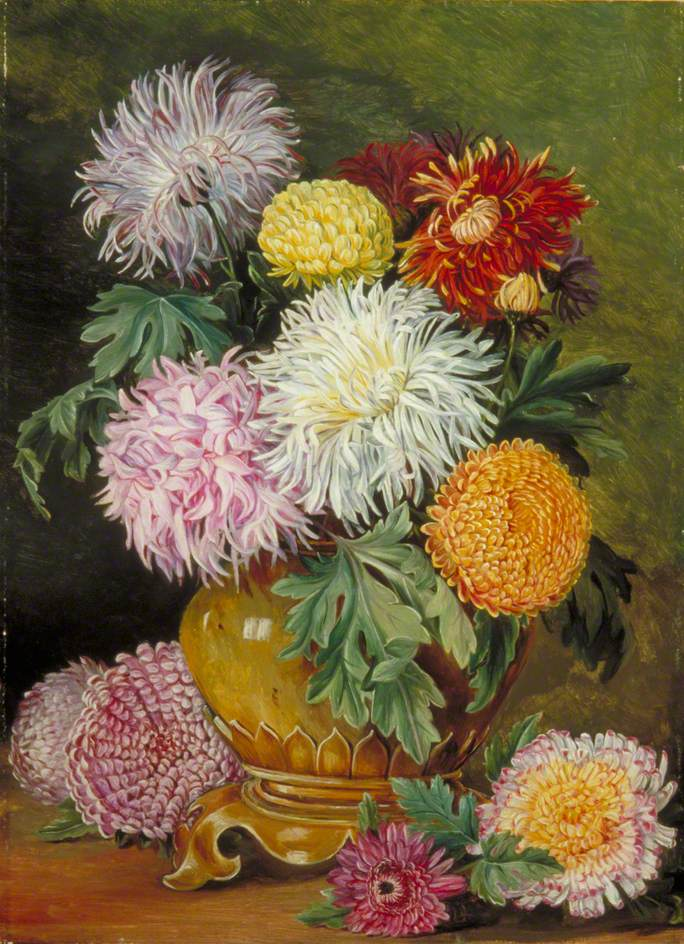
Japanese Chrysanthemums